# Huug de Groot
Henri Franciscus "Huug" de Groot (Roterdã, 7 de maio de 1890 - 18 de abril de 1957) foi um futebolista neerlandês, medalhista olímpico.
Huug de Groot competiu nos Jogos Olímpicos de Verão de 1912 em Estocolmo. Ele ganhou a medalha de bronze.